# Whole Lotta Red
Whole Lotta Red drugi je studijski album američkog repera Playboija Cartija. Izdao ga je Interscope Records kao i ASAP Rockyjev AWGE 25. prosinca 2020. Rad na albumu započeo je krajem 2018. i završio u studenom 2020. godine. Album se sastoji od 24 pjesme i uključuje gostovanja Futurea, Kanyea Westa i Kida Cudija. Izvršni producent albuma je West, koji se također pojavljuje na pjesmi "Go2DaMoon". Produkciju je također vodio Cartijev česti suradnik i producent Pi'erre Bourne, zajedno s Maalyjem Rawom i Wheezyjem, između ostalih.
Whole Lotta Red dobila je uglavnom pozitivne kritike glazbenih kritičara. Album je debitirao na vrhu američke Billboard 200, zaradivši 100 tisuća jedinica ekvivalentnih albumu, od kojih je 10 tisuća bila čista prodaja, postavši Cartijev prvi album broj jedan. Album je od tada prepoznat na nekoliko popisa na kraju godine, a Rolling Stone ga je uvrstio među "200 najboljih hip-hop albuma svih vremena".